# IOS 14
iOS 14 là phiên bản thứ mười bốn của hệ điều hành di động iOS được phát triển bởi Apple Inc. cho các dòng iPhone và iPod Touch của họ. Nó đã được công bố tại Hội nghị các nhà phát triển toàn cầu của công ty vào ngày 22 tháng 6 năm 2020 với tư cách là phiên bản kế nhiệm iOS 13. Phiên bản này được phát hành chính thức tới người dùng vào ngày 17 tháng 9 năm 2020.

## Lịch sử

### Cập nhật
Bản beta dành cho nhà phát triển đầu tiên của iOS 14 được phát hành vào ngày 22 tháng 6 năm 2020 và bản beta công khai đầu tiên được phát hành vào ngày 9 tháng 7 năm 2020. iOS 14 chính thức được phát hành vào ngày 16 tháng 9 năm 2020. Không có thử nghiệm beta công khai của 14.1.
| Phiên bản   | Số hiệu bản tạo | Ngày phát hành            | Ghi chú |
| ----------- | --------------- | ------------------------- | --- |
| 14.0        | 18A373          | Ngày 16 tháng 9 năm 2020  | Phát hành lần đầu |
| 14.0.1      | 18A393          | Ngày 24 tháng 9 năm 2020  | Các bản sửa lỗi, bao gồm cả sự cố có thể khiến cài đặt thư và trình duyệt mặc định đặt lại sau khi khởi động lại thiết bị |
| 14.1        | 18A8395         | Ngày 20 tháng 10 năm 2020 | Bản phát hành đầu tiên cho iPhone 12 và iPhone 12 Pro Các bản cập nhật cho widget, Thư viện ứng dụng và các cuộc gọi điện thoại đến với Siri. Cũng bao gồm các cuộc hội thoại được ghim, cải tiến Memoji, chỉ đường đi xe đạp và Clip ứng dụng |
| 14.2        | 18B92           | Ngày 5 tháng 11 năm 2020  | Giới thiệu nút chuyển Shazam trong Trung tâm điều khiển, điều khiển phương tiện được cải tiến, nhận diện khuôn mặt trong ứng dụng Kính lúp, hơn 100 biểu tượng cảm xúc mới và tám hình nền mới ở chế độ tối và sáng |
| 14.2        | 18B111          | Ngày 18 tháng 11 năm 2020 | Chỉ các kiểu máy iPhone 12 và iPhone 12 Pro |
| 14.2.1      | 18B121          | Ngày 19 tháng 11 năm 2020 | Chỉ các kiểu máy iPhone 12 và iPhone 12 Pro |
| 14.3        | 18C66           | Ngày 14 tháng 12 năm 2020 | Apple Fitness+ hỗ trợ cho bản phát hành cuối cùng Giao diện người dùng ứng dụng Apple TV mới Apple ProRAW cho các kiểu máy iPhone 12 Pro |
| 14.4        | 18D52           | Ngày 26 tháng 1 năm 2021  | Máy ảnh có thể nhận dạng mã QR nhỏ hơn Tùy chọn phân loại loại thiết bị Bluetooth trong Cài đặt để xác định chính xác tai nghe cho thông báo âm thanh Thông báo khi máy ảnh trên iPhone của bạn không thể được xác minh là máy ảnh mới, chính hãng của Apple trong iPhone 12, iPhone 12 mini, iPhone 12 Pro và iPhone 12 Pro Max |
| 14.4.1      | 18D61           | Ngày 8 tháng 3 năm 2021   | Các bản sửa lỗi, bao gồm một sự cố có thể gây ra việc thực thi mã tùy ý hoặc hỏng bộ nhớ |
| 14.4.2      | 18D70           | Ngày 26 tháng 3 năm 2021  | Các bản sửa lỗi bảo mật |
| 14.5        | 18E199          | Ngày 26 tháng 4 năm 2021  | Chỉnh sửa giao diện người dùng cho ứng dụng Podcast Giao diện mới để nhập bằng Siri và gửi tin nhắn bằng Siri Hỗ trợ sử dụng bộ điều khiển Xbox Series S/X và PlayStation 5 Hỗ trợ mở khóa iPhone bằng Apple Watch khi đeo khẩu trang Giao diện người dùng mới cho Cập nhật phần mềm trong Cài đặt Ngày phát hành đầy đủ cho các bài hát trong Apple Music Tính minh bạch trong việc theo dõi ứng dụng được phát hành trực tuyến 2 giọng nói Siri mới / cải tiến Hỗ trợ hai SIM 5G / T-Mobile 5G độc lập Các ký tự biểu tượng cảm xúc mới |
| 14.5.1      | 18E212          | Ngày 3 tháng 5 năm 2021   | Cập nhật bảo mật và sửa lỗi tính minh bạch theo dõi ứng dụng |
| 14.6        | 18F72           | Ngày 24 tháng 5 năm 2021  | Hỗ trợ đăng ký Apple Card Family và Podcasts Cho phép thêm email vào ứng dụng Find My thay vì số điện thoại |
| 14.7        | 18G69           | Ngày 19 tháng 7 năm 2021  | Hỗ trợ Magsafe Battery Pack dành cho các kiểu máy iPhone 12 và iPhone 12 Pro Quản lý hẹn giờ cho HomePod trong ứng dụng Home Hiển thị chất lượng không khí trong ứng dụng Thời tiết và Bản đồ dành cho Canada, Pháp, Ý, Hà Lan, Hàn Quốc, và Tây Ban Nha |
| 14.7.1      | 18G82           | Ngày 26 tháng 7 năm 2021  | Cập nhật về bảo mật và sửa lỗi mở khóa Apple Watch |
| 14.8        | 18H17           | Ngày 13 tháng 9 năm 2021  | Các bản sửa lỗi bảo mật |
| 14.8.1      | 18H107          | Ngày 26 tháng 10 năm 2021 | Cập nhật về lỗ hổng bảo mật |
| 14.6 beta 2 | 18F5055b        | 30 tháng 4 năm 2021       | |

Chú thích:       Quá khứ       Hiện tại       Beta

## Sự thay đổi và nâng cấp

### Thư viện ứng dụng
Thư viện ứng dụng là một không gian hoàn toàn mới, xuất hiện lần đầu trên iOS 14. Không gian này nằm tại trang cuối cùng ở bên phải ngoài Màn hình chính. Nó liệt kê và phân loại toàn bộ ứng dụng được cài đặt trong máy kể cả khi các ứng dụng đã bị ẩn khỏi màn hình chính.

### Thẻ tiện ích
Thẻ tiện ích (Widget) đã có mặt khá lâu trước đó trên phiên bản iOS 10.Nhưng những thẻ tiện ích này chỉ được tìm thấy khi tại trang ngoài cùng bên trái ở màn hình chính. Chúng được sắp xếp dạng danh sách đơn thuần theo chiều dọc và khả năng tiện dụng nó mang lại không đạt hiệu quả cao.
Trên iOS 14, các thẻ tiện ích không những xuất hiện ở trang ngoài cùng bên trái mà còn xuất hiện ở ngay màn hình chính. Ngoài ra, các thẻ tiện ích có thể tùy chỉnh tối đa lên tới 3 hình dạng kích thước khác nhau.

## Thiết bị hỗ trợ
Tất cả các thiết bị hỗ trợ iOS 13 đều được hỗ trợ nâng cấp lên phiên bản iOS 14. iPhone 6S, iPhone 6S Plus và iPhone SE (thế hệ thứ nhất) là những thiết bị lâu đời nhất có thể hỗ trợ iOS 14.
| - iPhone 6S - iPhone 6S Plus - iPhone SE (thế hệ thứ nhất) - iPhone 7 - iPhone 7 Plus - iPhone 8 - iPhone 8 Plus - iPhone X - iPhone XS - iPhone XS Max - iPhone XR - iPhone 11 - iPhone 11 Pro - iPhone 11 Pro Max - iPhone SE (thế hệ thứ 2) - iPhone 12 Mini - iPhone 12 - iPhone 12 Pro - iPhone 12 Pro Max | - iPod Touch (thế hệ thứ 7) |